# Mount Bushnell
Mount Bushnell är ett berg i Antarktis. Det ligger i Västantarktis. Nya Zeeland gör anspråk på området. Toppen på Mount Bushnell är 840 meter över havet, eller 115 meter över den omgivande terrängen. Bredden vid basen är 1,8 km.
Terrängen runt Mount Bushnell är huvudsakligen kuperad. Trakten är obefolkad. Det finns inga samhällen i närheten. 